# Anastrepha daciformis
Anastrepha daciformis är en tvåvingeart som beskrevs av Mario Bezzi 1909. Anastrepha daciformis ingår i släktet Anastrepha och familjen borrflugor. Inga underarter finns listade i Catalogue of Life.